# جيمس ستيوارت، إيرل موراي الأول
جيمس ستيوارت، إيرل موراي الأول (بالإنجليزية: James Stewart)‏ (تقريبا 1531 إلى 23 يناير 1570)، وهو عضو في بيت ستيوارت والابن غير الشرعي للملك جيمس الخامس، وقد كان وصي عرش إسكتلندا لابن أخته، الطفل الرضيع جيمس السادس، من عام 1567 حتى اغتياله في عام 1570.